# Lins Lima de Brito
Lins Lima de Brito hay Lins là một cầu thủ bóng đá người Brasil thi đấu ở vị trí tiền đạo hay tiền vệ chạy cánh phải cho Ventforet Kofu.

## Sự nghiệp
Sau nhiều lần thi đấu cho mượn quanh Brasil, anh đến với J. League, nơi anh thi đấu cho Gamba Osaka, thậm chí giành được cú ăn ba cùng câu lạc bộ vào năm 2014. Anh có được biệt danh lạ Linswandowski khi ở Osaka, trước khi rời đi vào đầu năm 2016.

## Thống kê câu lạc bộ
Updated 6 tháng 12 năm 2017.
| Thành tích câu lạc bộ | Thành tích câu lạc bộ | Thành tích câu lạc bộ | Giải vô địch | Giải vô địch | Cúp                   | Cúp                   | Cúp Liên đoàn | Cúp Liên đoàn | Châu lục | Châu lục  | Khác1    | Khác1     | Tổng cộng | Tổng cộng |
| Mùa giải              | Câu lạc bộ            | Giải vô địch          | Số trận      | Bàn thắng    | Số trận               | Bàn thắng             | Số trận       | Bàn thắng     | Số trận  | Bàn thắng | Số trận  | Bàn thắng | Số trận   | Bàn thắng |
| Nhật Bản              | Nhật Bản              | Nhật Bản              | Giải vô địch | Giải vô địch | Cúp Hoàng đế Nhật Bản | Cúp Hoàng đế Nhật Bản | J.League Cup  | J.League Cup  | Châu Á   | Châu Á    | Siêu cúp | Siêu cúp  | Tổng cộng | Tổng cộng |
| --------------------- | --------------------- | --------------------- | ------------ | ------------ | --------------------- | --------------------- | ------------- | ------------- | -------- | --------- | -------- | --------- | --------- | --------- |
| 2014                  | Gamba Osaka           | J1 League             | 26           | 5            | 6                     | 2                     | 7             | 1             | -        | -         | -        | -         | 39        | 8         |
| 2015                  | Gamba Osaka           | J1 League             | 20           | 1            | 0                     | 0                     | 4             | 0             | 10       | 3         | 2        | 0         | 36        | 4         |
| 2017                  | Ventforet Kofu        | J1 League             | 12           | 6            | -                     | -                     | -             | -             | -        | -         | -        | -         | 12        | 6         |
| Tổng                  | Tổng                  | Tổng                  | 58           | 12           | 6                     | 2                     | 11            | 1             | 10       | 3         | 2        | 0         | 87        | 18        |

1 = Siêu cúp Nhật Bản và Giải bóng đá vô địch Suruga Bank appearances.

## Danh hiệu
Gamba Osaka
- J1 League: 2014
- J.League Cup: 2014
- Cúp Hoàng đế Nhật Bản: 2014, 2015
- Siêu cúp Nhật Bản – 2015